# 莱昂纳德·诺伦斯
莱昂纳德·诺伦斯（Leonard Nolens，1947年4月11日—），比利时诗人、日记作家。他是浪漫主义者，诗作主题往往有关爱情和个人身份的逃避，第一部诗集为《奥菲斯的手》，最近出版的诗集名为《让所有的门虚掩》。诺伦斯在安特卫普的生活和工作，毕业于笔译和口译高级学院。2012年获荷兰文学奖。